# Fermendzsin Márton Özséb
Fermendzsin Márton Özséb (Lukov Martin) (Vinga, 1845. szeptember 20. – Nekcse, 1897. június 25.) történész.

## Életpályája
A vingai két osztályos latin iskolában tanult; a kolostor ferences rendi szerzetesei oktatták. 1862-ben belépett a rendbe, hét évig tanult, majd fogadalmat tett. Tanulmányait a radnai kolostorban, majd Baján folytatta. Mint ferences rendi szerzetes végezte el a bécsi egyetemet. 1868–1878 között szerzetes volt a vingai, a radnai és vukovári kolostorokban. Utána Baján volt teológiai tanár. Baján a társai a Ferences-rend általános tanácsosává választották, ezért 5 évet Rómában töltött. A rend generálisa kinevezte az egész rend évkönyvírójává. 1890-ben a zágrábi akadémia rendes tagja lett.
15 éven át kutatott és tanulmányozott Olaszország, Magyarország, Galícia, Bosznia, Albánia, Dalmácia és Palesztina könyvtáraiban, hogy összegyűjtse a történelmi adatokat. Budapestre történő utazásakor halt meg. Forráskiadványai nemcsak egyház-, hanem népiség- és művelődéstörténeti szempontból is értékesek.

## Művei
- Annales minorum (XXV. Quaracchi, 1886)
- Acta Bulgariae ecclesiastica (Zágráb, 1887)
- Acta Bosnae… ecclesiastica… (Zágráb, 1892)